# Xoanodera singularis
Xoanodera singularis är en skalbaggsart som beskrevs av Holzschuh 2007. Xoanodera singularis ingår i släktet Xoanodera och familjen långhorningar. Inga underarter finns listade i Catalogue of Life.